# Kazakhstan Open 2012
Het golftoernooi Kazakhstan Open van 2012 werd van 13 tot en met 16 september gespeeld op de Zhailjau Golf Resort in Almaty. Het prijzengeld bedroeg € 400.000, waarvan de winnaar € 64.000 krijgt. Dit maakt het toernooi tot een van de grootste van de Europese Challenge Tour, na het Madeira Island Open en het Saint-Omer Open, die beide ook voor de Europese Tour meetellen. Voor veel spelers is dit de kans om hun tourkaart voor het komende jaar veilig te stellen.
Hierna zijn er nog vijf toernooien, allemaal met minder dan € 200.000 prijzengeld. Daarna wordt het seizoen afgesloten met de Apulia San Domenico Grand Final in Italië, waar slechts de top-45 spelers meedoen om te beslissen wie er naar de Europese Tour promoveert, hetgeen alleen voor de top-20 is weggelegd.

## Verslag

#### Ronde 1

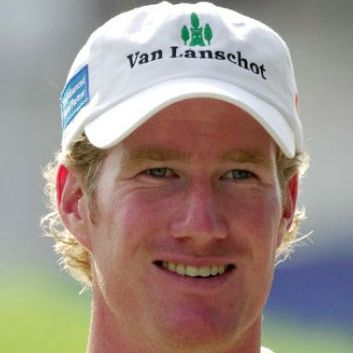
Besseling scoorde 63

Wil Besseling heeft als beste Nederlander een score van 67 gemaakt, 5 onder par, en staat daarmee op de gedeeld zevende plaats. Rookie Peter Uihlein uit Massachusetts, die in 2011 nog de beste amateur van de wereld was, maakte acht birdies en een eagle en ging aan de leiding. De enige amateur maakte 77 en is daarmee de beste speler uit Kazakhstan.

#### Ronde 2
Aan het einde van ronde 2 stond Peter Uihlein met twee andere spelers aan de leiding, Scott Henry en Alexander Levy, die negen birdies maakte. Benson had een slag meer en deelde met -10 de vierde plaats met HP Bacher. De cut werd -3, Taco Remkes haalde hem niet, de andere vier Nederlanders en Pierre Relecom kunnen het weekend meedoen. Floris de Vries is naar de 28ste plaats gestegen.

#### Ronde 3
Wil Besseling heeft een ronde van 63 gemaakt (de beste ronde van zijn carrière) en ging daarmee voorlopig aan de leiding. Scott Henry haalde hem na zes holes in, en op zijn beurt werd hij ingehaald door Alexander Levy, die daarna aan de leiding bleef. Andreas Hartø maakte drie eagles en een bogey in de eerste negen holes voor een score van 31, daarna speelde hij de laatste vijf holes nog -3, zodat hij op de derde plaats eindigde met Peter Uihlein.
Reinier Saxton speelde ruim onder par en steeg 15 plaatsen.

#### Ronde 4
Wil Besseling maakte in ronde 4 een score van 73, tien slagen meer dan in ronde 3, maar eindigde nog op de 28ste plaats. Floris de Vries maakte een mooie score van -4 en steeg naar de 33ste plaats. Reinier Saxton had een slechte ronde met vijf bogeys en een dubbelbogey. Daardoor werd zijn totale score -4, net als die van Jurrian van der Vaart.
Het toernooi eindigde met twee leiders, want Scott Henry maakte op de laatste green een putt van acht meter om in de play-off te komen tegen HP Bacher. De play-off was op hole 18. De eerste keer kwam Bachers afslag in de rough en zijn tweede slag op de green maar hij miste de birdie. Henry's tweede slag was over de green en ook hij maakte een par. De tweede keer dat de hole gespeeld werd liep voor Scott Henry goed af. Bacher lag voor 2 in de bunker bij de green en miste de putt voor par. Henry maakte zijn par.
| Speler                | CTR | Ronde 1 | Ronde 1 | Nr   | Ronde 2 | Ronde 2 | Totaal | Nr  | Ronde 3 | Ronde 3 | Totaal | Nr  | Ronde 4 | Ronde 4 | Totaal | Nr  |
| --------------------- | --- | ------- | ------- | ---- | ------- | ------- | ------ | --- | ------- | ------- | ------ | --- | ------- | ------- | ------ | --- |
| Scott Henry           | 40  | 66      | -6      | T4   | 67      | -5      | -11    | T1  | 67      | -5      | -16    | 2   | 69      | -3      | -19    | 1   |
| HP Bacher             | 80  | 67      | -5      | T7   | 67      | -5      | -10    | T4  | 71      | -1      | -11    | T14 | 64      | -8      | -19    | 2   |
| Alexander Levy        | 60  | 66      | -6      | T4   | 67      | -5      | -11    | T1  | 65      | -7      | -18    | 1   | 72      | par     | -18    | 3   |
| Lasse Jensen          | 36  | 65      | -7      | T2   | 72      | par     | -7     | T15 | 67      | -5      | -12    | T8  | 67      | -5      | -17    | T4  |
| Andreas Hartø         | 6   | 68      | -4      | T11  | 70      | -2      | -6     | T28 | 64      | -8      | -14    | T3  | 71      | -1      | -15    | T10 |
| Wil Besseling         | 25  | 67      | -5      | T7   | 74      | +2      | -3     | T57 | 63      | -9      | -12    | T8  | 73      | +1      | -11    | T28 |
| Peter Uihlein         | 30  | 63      | -9      | 1    | 70      | -2      | -11    | T1  | 69      | -3      | -14    | T3  | 73      | +1      | -13    | T28 |
| Floris de Vries       | 75  | 70      | -2      | T49  | 68      | -4      | -6     | T28 | 72      | par     | -6     | T47 | 68      | -4      | -10    | T33 |
| Seve Benson           | 22  | 65      | -7      | T2   | 69      | -3      | -10    | T4  | 70      | -2      | -12    | T8  | 75      | +3      | -9     | T42 |
| Reinier Saxton        | 120 | 72      | par     | T86  | 69      | -3      | -3     | T57 | 68      | -4      | -7     | T42 | 75      | +3      | -4     | T61 |
| Pierre Relecom        | 163 | 72      | par     | T86  | 69      | -3      | -3     | T57 | 72      | par     | -3     | T62 | 71      | -1      | -4     | T61 |
| Jurrian van der Vaart | 134 | 71      | -1      | T70  | 70      | -2      | -3     | T57 | 72      | par     | -3     | T62 | 71      | -1      | -4     | T61 |
| Taco Remkes           | 146 | 73      | +1      | T101 | 70      | -2      | -1     | MC  |         |         |        |     |         |         |        |     |

| Leider |  | Toernooirecord |  | MC = missed cut = cut gemist |

CTR geeft aan hoe hoog de speler in de Challenge Tour Ranking staat voor de aanvang ven het toernooi.

## Spelers
| - Jamie Abbott - Carlos Aguilar - Antti Ahokas - Byeong-hun An - Phillip Archer - HP Bacher - Peter Baker - Benn Barham - Seve Benson - Adrien Bernadet - Wil Besseling - André Bossert - Christophe Brazillier - Daniel Brooks - Sebastian Buhl - James Busby - Magnus A. Carlsson - Baptiste Chapellan - Luis Claverie - Marco Crespi - Matthew Cryer - Jens Dantorp - Eduardo de la Riva - François Delamontagne - Matteo Delpodio - Robert Dinwiddie - Chris Doak - Jack Doherty - Agustin Domingo - Nick Dougherty - Paul Dwyer - Rafa Echenique - Pelle Edberg - Ignacio Elvira - Klas Eriksson - Ben Evans | - Tyrone Ferreira - Charlie Ford - Matt Ford - Chris Gane - Jordi García Pinto - Daniel Gaunt - Adam Gee - Jordan Gibb - Max Glauert - Luke Goddard - Julien Guerrier - Peter Gustafsson - Mark F. Haastrup - Birgir Hafthorsson - Matt Haines - Joachim B Hansen - Anders Schmidt Hansen - Chris Hanson - Andreas Hartø - Tyrrell Hatton - James Heath - Oskar Henningsson - Scott Henry - Garry Houston - Jeppe Huldahl - Lasse Jensen - Roope Kakko - Alexandre Kaleka - Lloyd Kennedy - Maximilian Kieffer - Sihwan Kim - Alexander Knappe - Brooks Koepka - Espen Kofstad - Mikko Korhonen - Niklas Lemke | - Alexander Levy - José-Filipe Lima - Chris Lloyd - Gary Lockerbie - Michaël Lorenzo-Vera - Callum Macaulay - Jevgeni Kafelnikov - Andrew McArthur - Ross McGowan - Francis McGuirk - Jamie McLeary - Nicolas Meitinger - Janne Mommo - César Monasterio - Åke Nilsson - Matthew Nixon - Steven O'Hara - Pedro Oriol - Adrian Otaegui - Chris Paisley - Ben Parker - John Parry - Eddie Pepperell - Andrea Perrino - Sandro Piaget - Scott Pinckney - Florian Praegant - Manuel Quiros - Pierre Relecom - Taco Remkes - Bernd Ritthammer - Victor Riu - Charles-Edouard Russo - Lloyd Saltman - Reinier Saxton - Anthony Snobeck | - Matthew Southgate - Gary Stal - Roland Steiner - Carl Suneson - Alessandro Tadini - Andrew Tampion - Mark Tullo - Peter Uihlein - Jurrian van der Vaart - Daniel Vancsik - Floris de Vries - Johan Wahlquist - Simon Wakefield - Justin Walters Nationale rangorde 1. Steven Brown 2. Jack Senior 3. Robin Wingardh 4. Laurie Canter 5. David Law 6. Stuart Davis 7. Tom Whitehouse 8. Kurtis Clement 9. Byung Ku Kang (club pro) 10. Denis Chirkov 11. Jevgeni Kafelnikov 12. Mark Nichols 13. Ybyrai Zhanabaeyv 14. Alexander Mayorov 15. Konstantin Lifanov 16. Andrey Pavlov 17. Alexander Vongay 18. Nurlan Makulbekov 19. Shim-jay Dong 20. Daulet Tuleubayev (Am) |

- De 13-jarige Daulet Tuleubayev is de enige amateur in het spelersveld. In 2009 deed hij ook al mee[1], hij was toen nog maar 10 jaar.